# Carnamah
Carnamah è una città situata nella regione di Mid West, in Australia Occidentale; essa si trova 307 chilometri a nord di Perth ed è la sede della Contea di Carnamah.

## Storia
I primi abitanti di origine europea della zona in cui sorge Carnamah (le famiglie Macpherson e Nairn) si stabilirono qui durante gli anni Sessanta del XIX secolo; per oltre 25 anni essi furono gli unici abitanti della zona, con l'isolamento diminuito solamente dalla costruzione di una stazione telegrafica nel 1874. Alla fine del secolo venne siglato un accordo fra il governo dell'Australia Occidentale ed una compagnia ferroviaria, secondo il quale la compagnia avrebbe costruito una ferrovia fra Geraldton e Perth ricevendo in cambio la proprietà di numerosi terreni: fra questi terreni ve ne erano numerosi ad est del tracciato ferroviario presso Carnamah, dove la vie ferrata giunse nel 1894.
L'arrivo della ferrovia coincise con lo sviluppo dell'insediamento, anche se furono molto pochi i nuovi coloni arrivati all'epoca. Per vendere i suoi terreni, la compagnia ferroviaria decise nel 1909 di suddividerli in appezzamenti di 400 acri ognuno e pubblicizzarli estensivamente come fattorie pronte all'uso, con terreni già disboscati e confini già tracciati. Ben presto numerosi lotti vennero venduti, ma in pochissimo tempo gli acquirenti (immigrati da Scozia, Inghilterra e India) si accorsero che il prezzo pattuito era di gran lunga superiore al valore effettivo dell'appezzamento acquistato, originando una protesta che si concluse nel 1919 con la rinegoziazione ed uno sconto del 40% sul prezzo iniziale di vendita. Ormai però il nuovo villaggio era sorto e si svilupparono sia l'agricoltura che l'industria legata al legname che altre industrie di supporto a queste. Nel 1913 Carnamah venne dichiarata town.